# William Diehl
William Diehl (4 dicembre 1924 – Atlanta, 24 novembre 2006) è stato uno scrittore statunitense.
È autore dei romanzi da cui sono tratti i film Pelle di sbirro e Schegge di paura.